# Jindřich Nečas

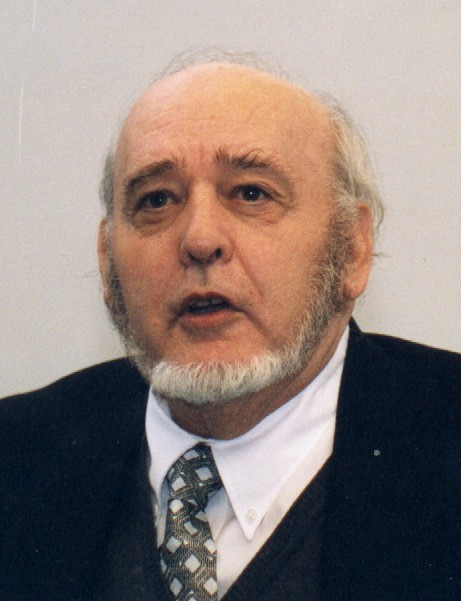
Jindřich Nečas (1999)

Jindřich Nečas (* 14. Dezember 1929 in Prag; † 5. Dezember 2002) war ein tschechischer Mathematiker und Hochschullehrer.

## Leben, Laufbahn, Leistungen
Nach Kindheit und Schulzeit in der Kleinstadt Mělník studierte Nečas in den Jahren 1948–1952 an der Naturwissenschaftlichen Fakultät der Karls-Universität in Prag. Nach einjährigem Aufenthalt an der Technischen Universität Prag lernte und lehrte er in den Jahren 1953–1977 an der Tschechoslowakischen Akademie der Wissenschaften. Dort promovierte er unter der Anleitung von Ivo Babuška im Jahre 1957. Im Jahre 1964 habilitierte er sich zum Dozenten und erlangte im Jahre 1966 den in der damaligen Tschechoslowakei höchsten akademischen Grad des Doktors der (Mathematisch-Physikalischen) Wissenschaften (Dr. Sc.).
An der Tschechoslowakischen Akademie der Wissenschaften war Nečas von 1962 bis 1976 Leiter der Abteilung für Partielle Differentialgleichungen. Parallel arbeitete er an der Karls-Universität, wo er von 1967 bis 1972 die Abteilung für Analysis leitete. In 1977 beendete er seine Tätigkeit für die Tschechoslowakische Akademie der Wissenschaften zugunsten seiner Tätigkeit an der Karls-Universität und wurde hier Leiter der Abteilung für Mathematische Modellierung. Zuletzt war er Professor emeritus der Karls-Universität. 
Nečas betreute insgesamt acht Doktoranden, zu denen auch die beiden tschechische Mathematiker Svatopluk Fučík und Vladimír Šverák gehörten. 
Nečas hatte eine Anzahl von Gastprofessuren und Forschungsaufenthalten an ausländischen Universitäten. So war er in Rom, Pisa und Paris. Seit 1995 gehörte er dem Lehrkörper der Northern Illinois University in DeKalb, Illinois, USA an. 
Von der Technischen Universität Dresden erhielt Nečas 1991 die Ehrendoktorwürde. Im Jahre 1998 wurde ihm vom damaligen Staatspräsidenten Václav Havel die silberne Verdienstmedaille der Tschechischen Republik verliehen.
Jindřich Nečas erbrachte auf mehreren mathematischen Gebieten bedeutende Leistungen, so auf dem Gebiet der Partiellen Differentialgleichungen, der Nichtlinearen Funktionalanalysis und der Strömungsmechanik. Er förderte dabei ganz wesentlich die Entwicklung der modernen funktionalanalytischen Methoden zur Lösung der Elliptischen partiellen Differentialgleichungen.

## Schriften
Jindřich Nečas verfasste als Autor oder Koautor etwa 180 wissenschaftliche Publikationen. Von diesen ist eine der besonders beachtlichen die 1996 vorgelegte Arbeit On Leray's self-similar solutions of the Navier-Stokes equations, in der Nečas zusammen mit den Mathematikern Michael Růžička und Vladimír Šverák ein von Jean Leray im Jahr 1934 gestelltes klassisches Problem löst. 
Weite Verbreitung fanden auch einige der Monographien, die er verfasste oder mitverfasste. Zu nennen sind hier vor allem seine Monographie Les méthodes directes en théorie des équations elliptiques (1967) – welche schließlich im Jahre 2012 in englischer Übersetzung als Direct methods in the theory of elliptic equations vom Springer-Verlag neu aufgelegt wurde – sowie die beiden unter Beteiligung von Koautoren verfassten Monographien Spectral Analysis of Nonlinear Operators (1973) und Solution of Variational Inequalities in Mechanics (1982).

## Privates
Die tschechische Musikerin Jindra Nečasová Nardelli (* 1960) ist eine Tochter von Jindřich Nečas.